# Portugal op het Eurovisiesongfestival 1983
Portugal nam deel aan het Eurovisiesongfestival 1983 in München, Duitsland. Het was de 20ste deelname van het land op het Eurovisiesongfestival. De selectie verliep via het jaarlijkse Festival da Canção. De RTP was verantwoordelijk voor de Portugese bijdrage voor de editie van 1983.

## Selectieprocedure
Net zoals de voorbije jaren werd ook dit jaar de kandidaat gekozen via het jaarlijkse Festival da Canção.
In totaal deden er 12 liedjes mee aan deze finale.
Finale
| Volgorde | Artiest                            | Lied                               | Punten | Plaats |
| -------- | ---------------------------------- | ---------------------------------- | ------ | ------ |
| 1        | Sofia                              | Erva Ruim                          | 52     | 9de    |
| 2        | Sofia                              | Terra desmedida                    | 80     | 8ste   |
| 3        | Ana                                | Parabéns - parabéns a você         | 99     | 6de    |
| 4        | Armando Gama                       | Esta balada que te dou             | 232    | 1ste   |
| 5        | Cândida Branca Flor & Carlos Paião | Vinho do Porto - vinho de Portugal | 148    | 4de    |
| 6        | Francisco Jorge                    | Mal d'amores                       | 27     | 11de   |
| 7        | Herman José                        | A cor do teu baton                 | 209    | 2de    |
| 8        | Jorge Fernando                     | Rosas brancas para meu amor        | 86     | 7de    |
| 9        | Helena Isabel                      | E afinal quem és tu?               | 149    | 3de    |
| 10       | Broa De Mel                        | No color da noite                  | 45     | 10de   |
| 11       | Tessa                              | Ave do paraiso                     | 6      | 12de   |
| 12       | Alexandra                          | Rosa, flor mulher                  | 143    | 5de    |

## In München
In München moest Portugal optreden als 17de net na Israël en  voor Oostenrijk.
Na de puntentelling bleek dat Portugal 13de was geëindigd met een totaal van 33 punten. 
Nederland had 6 punten over voor deze inzending en België geen.

### Gekregen punten

#### Finale
| 12 punten | 10 punten   | 8 punten | 7 punten                | 6 punten                  |
| --------- | ----------- | -------- | ----------------------- | ------------------------- |
|           |             |          | - Luxemburg             | - Nederland - Zwitserland |
| 5 punten  | 4 punten    | 3 punten | 2 punten                | 1 punt                    |
| - Spanje  | - Frankrijk |          | - Finland - Joegoslavië | - Zweden                  |

### Punten gegeven door Portugal

#### Finale
Punten gegeven in de finale:
| 12 punten | Luxemburg           |
| 10 punten | Israël              |
| 8 punten  | Duitsland           |
| 7 punten  | Italië              |
| 6 punten  | Noorwegen           |
| 5 punten  | Oostenrijk          |
| 4 punten  | Zweden              |
| 3 punten  | Frankrijk           |
| 2 punten  | Verenigd Koninkrijk |
| 1 punt    | België              |

1964 · 1965 · 1966 · 1967 · 1968 · 1969 · 1970 · 1971 · 1972 · 1973 · 1974 · 1975 · 1976 · 1977 · 1978 · 1979 · 1980 · 1981 · 1982 · 1983 · 1984 · 1985 · 1986 · 1987 · 1988 · 1989 · 1990 · 1991 · 1992 · 1993 · 1994 · 1995 · 1996 · 1997 · 1998 · 1999 · 2000 · 2001 · 2002 · 2003 · 2004 · 2005 · 2006 · 2007 · 2008 · 2009 · 2010 · 2011 · 2012 · 2013 · 2014 · 2015 · 2016 · 2017 · 2018 · 2019 · 2020 · 2021 · 2022 · 2023 · 2024 · 2025